# Oligosarcus
Oligosarcus és un gènere de peixos de la família dels caràcids i de l'ordre dels caraciformes.

## Taxonomia
- Oligosarcus acutirostris (Menezes, 1987)[2]
- Oligosarcus argenteus (Günther, 1864)[3]
- Oligosarcus bolivianus (Fowler, 1940)[4]
- Oligosarcus brevioris (Menezes, 1987)[5]
- Oligosarcus hepsetus (Cuvier, 1829)[6]
- Oligosarcus jenynsii (Günther, 1864)[3]
- Oligosarcus longirostris (Menezes & Géry, 1983)[7]
- Oligosarcus macrolepis (Steindachner, 1877)[8]
- Oligosarcus menezesi (Miquelarena & Protogino, 1996)[9]
- Oligosarcus oligolepis (Steindachner, 1867)[10]
- Oligosarcus paranensis (Menezes & Géry, 1983)[7]
- Oligosarcus perdido (Ribeiro, Cavallaro & Froehlich, 2007)[11]
- Oligosarcus pintoi (Amaral Campos, 1945)[12]
- Oligosarcus planaltinae (Menezes & Géry, 1983)[7]
- Oligosarcus robustus (Menezes, 1969)[13]
- Oligosarcus schindleri (Menezes & Géry, 1983)[7]
- Oligosarcus solitarius (Menezes, 1987)[5][14][15][16][17][18][19][20]